# IC 2543-1
IC 2543-1 — галактика типу S (спіральна галактика) у сузір'ї Малий Лев.
Цей об'єкт міститься в оригінальній редакції індексного каталогу.